# EncroChat
EncroChat — провайдер коммуникационных сетей и услуг, базировавшийся в Нидерландах. По данным полиции, мессенджер EncroChat использовали члены многих организованных преступных группировок для планирования преступных действий. EncroChat был инфильтрирован полицией ещё в 2016 году, а в июне-июле 2020 году в ходе общеевропейского расследования состоялись многочисленные задержания подозреваемых. Компания прекратила свою деятельность вскоре после компрометации серверов компании и выявления пользователей сервиса органами правопорядка. По данным британской полиции, EncroChat пользовались более 60 тыс. лиц.

## Описание сервиса
Сервис EncroChat представлял собой мобильное устройство на базе ОС Android, в котором были отключены функции геолокации, встроенной камеры и микрофона, а также были внесены изменения в ОС, препятствующие внедрению бэкдоров и иных средств негласной слежки. Устройства были снабжены многоуровневым средствами защиты и обфускации: устройство на базе телефона BQ Aquaris X2 имело скрытную ОС, полностью защищённую от «публичной» ОС Android, функцию «кнопки паники», при активации которой удалялся весь контент, а также функцию, которая при многократном вводе неправильного кода разблокировки также удаляла информацию. Стоимость устройства составляло 1000 фунтов стерлингов плюс 1500 фунтов стерлингов за полугодовую подписку на использование сервиса. Сотовым оператором сервиса выступала нидерландская телекоммуникационная компания KPN.
Впервые следы использования сервиса были обнаружены в 2017 году французской Национальной жандармерией вместе с устройствами, которые использовались пойманными преступниками. Также устройства с EncroChat фигурировали при расследовании убийств криминальных авторитетов в декабре 2018 года.

## Операция по компрометации сервиса
Попытки внедриться в сервис начались с 2016 года силами британского Национального агентства по борьбе с преступностью, к которой присоединилась Национальная жандармерия Франции. В апреле 2020 года была сформирована Международная следственная группа между французскими и голландскими силами правопорядка. Исследования позволили группе внедрить на сервера EncroChat, находившиеся на территории Франции, техническое устройство негласного съёма информации. Полученная в результате этой операции информация позволила Европолу получить доступ к большому массиву сообщений сервиса и начать автоматизированную идентификацию пользователей сервиса.
Правоохранительным органам также удалось внедрить в устройства вредоносную программу, которая позволяла читать сообщения перед отправкой и записывать коды блокировки устройства. По оценкам самой EncroChat, данной атаке было подвергнуто порядка 50 % всех устройств, находившихся в Европе. В мае 2020 года правоохранительные органы начали удалённо отключать функцию самоуничтожения, что было замечено EncroChat. Было распространено обновление, которое должно было устранить проблему отключения функции, однако новая версия вредоносной программы вместо записи кода блокировки начала проактивно менять код, дабы предотвратить пользователю доступ к устройству: началась активная фаза операции по ликвидации сервиса.
В ночь 12-13 июня EncroChat обнаружила компрометацию серверов и разослала широковещательное сообщение всем пользователям сервиса о взломе и рекомендации «немедленно отключить и физически уничтожить устройство».

## Разоблачение

### Международная следственная группа
Операция совместной группы следователей под кодовым названием Емма 95 во Франции и Lemont в Нидерландах, позволила собирать в реальном времени миллионы сообщений между подозреваемыми, также был организован обмен информацией с правоохранительными органами нескольких стран, которые не участвовали в следственной группе, в частности это были Великобритания, Швеция и Норвегия.

### Операция Venetic
Операция Venetic — операция, организованная британским Национальным агентством по борьбе с преступностью. Вследствие проникновения в сеть полиция Великобритании арестовала 746 человек, среди которых несколько «криминальных боссов», перехватила две тонны наркотиков, изъяла 54 миллиона фунтов наличными, а также оружие, в частности автоматы, пистолеты, гранаты.